# 버코프-그로텐디크 정리
수학에서 버코프-그로텐디크 정리(영어: Birkhoff–Grothendieck theorem)는 복소 사영 직선 위의 정칙 벡터 다발을 분류한다. 특히 {\displaystyle \mathbb {CP} ^{1}} 위의 모든 정칙 벡터 다발은 정칙 선다발들의 직합이다. 정리는 알렉산더 그로텐디크가 1957년에 증명했다. 이는 조지 버코프가 1909에 도입한 버코프 인수분해와 거의 동일하다.

## 진술
보다 정확하게 정리의 진술은 다음과 같다.
모든 {\displaystyle \mathbb {CP} ^{1}} 위의 정칙 벡터 다발 {\displaystyle {\mathcal {E}}}는 선다발의 직합과 정칙 동형이다:
{\displaystyle {\mathcal {E}}\cong {\mathcal {O}}(a_{1})\oplus \cdots \oplus {\mathcal {O}}(a_{n}).}
표기법은 각 합이 자명한 다발의 세르 꼬임임을 의미한다. 표현은 순열을 기준으로 유일하다.

## 일반화
임의의 체 {\displaystyle k}에 대해 {\displaystyle \mathbb {P} _{k}^{1}} 위의 대수적 벡터 다발에 대한 대수 기하학에서도 동일한 결과가 성립한다. 그것은 또한 하나 또는 두 개의 오비폴드 점을 가진 {\displaystyle \mathbb {P} ^{1}}에서도, 꼭지점을 따라 만나는 사영 직선 사슬에 대해서도 성립한다.

## 응용
이 정리로부터 모든 {\displaystyle \mathbb {CP} ^{1}}위의 연접층의 분류 할 수 있다.. 부분 다형체를 따라 지지되는 벡터 다발과 연접층 {\displaystyle {\mathcal {O}}(k),{\mathcal {O}}_{nx}}두 가지 경우가 있다. 여기서 n은 {\displaystyle x\in \mathbb {CP} ^{1}}에서 두터운 점의 차수이다. 유일한 부분 다형체는 점이므로 연접층의 완전한 분류가 가능하다.

## 같이 보기
- 사영 공간의 대수 기하학
- 오일러 수열
- 분할 원리
- K이론
- 줄넘기

## 추가 읽기
- Okonek, Christian; Schneider, Michael; Spindler, Heinz (1980). 《Vector Bundles on Complex Projective Spaces》. Modern Birkhäuser Classics. Birkhäuser Basel. doi:10.1007/978-3-0348-0151-5. ISBN 978-3-0348-0150-8.
- Salamon, S. M.; Burstall, F. E. (1987). “Tournaments, Flags, and Harmonic Maps”. 《Mathematische Annalen》 277 (2): 249–266. doi:10.1007/BF01457363.